# Holbæk B&I
El Holbæk Bold- & Idrætsforening (en español: Asociación de Pelota y Deportes de Holbæk), es un equipo de fútbol de Dinamarca que juega en la Tercera División de Dinamarca, cuarto nivel de fútbol del país.

## Historia
Fue fundado en el año 1931 en la ciudad de Holbæk a raíz de la fusión de los equipos Holbæk Idrætsforening y Holbæk Boldklub, luego de que el Holbæk Idrætsforening tuviera gran éxito en los torneos regionales en que sus mejores años han sido en la década de los años 1970, alcanzando la Superliga danesa en 1974, donde han jugado en 4 temporadas y ganaron popularidad y varios de sus jugadores integraron la Selección Nacional de Dinamarca.
En los años 1980 comenzó a decaer, al punto que el primer equipo cambió de nombre por el de Nordvest FC, dejando al equipo actual en las divisiones amateur de Dinamarca. Nunca ha sido campeón de Liga ni ha ganado Copa alguna.
A nivel internacional ha participado en 2 torneos continentales, en los cuales jamás ha superado la primera ronda.

## Palmarés
- Superliga danesa: 0
  - Subcampeón: 1

1975
- Copa de Dinamarca: 0
  - Finalista: 2

1975, 1976

## Participación en competiciones de la UEFA
| Temporada | Torneo   | Ronda | Club                   | Casa | Visita | Global |
| --------- | -------- | ----- | ---------------------- | ---- | ------ | ------ |
| 1975-76   | UEFA Cup | 1     | Stal Mielec            | 1-2  | 0-1    | 1-3    |
| 1976-77   | UEFA Cup | 1     | Eintracht Braunschweig | 1-0  | 0-7    | 1-7    |

## Jugadores

### Jugadores destacados
- Torben Hansen
- Allan Hansen
- Jørgen Jørgensen
- Niels Tune Hansen
- Benno Larsen
- Kurt Jørgensen
- Christian Poulsen